# Remparts d'Apt
La Tour de l'Hô est l'un des rares vestiges des anciens remparts de la ville d'Apt, dans le Vaucluse. Ceux-ci sont inscrits au titre des monuments historiques depuis le 10 août 1927.

## Histoire
Au sud de la ville, face au rocher de Saignon, La Tour de l’Hôpital, bâtie au XIVe siècle, est l’un des rares vestiges de l’enceinte médiévale. « La tour de l’Hô » pour les aptésiens, est la plus connue des deux tours subsistantes des remparts. Construite en 1376, au point le plus élevé du tracé des remparts, elle jouxtait, jusqu’au milieu du XIXe siècle les jardins de l’hôpital, auxquels elle doit son nom et sa survie : faisant partie intégrante de la clôture des jardins de l’établissement, elle a été épargnée par les démolitions des années 1830.

## De nos jours
Située sur le Boulevard National, la tour médiévale a gardé ses mâchicoulis, aujourd'hui protégés par une toiture moderne. Une amorce du rempart et du chemin de ronde y sont encore visibles.

## Autres vestiges des remparts
Outre la Tour de l'Hô, il ne reste de nos jours des remparts médiévaux de la ville d'Apt, qu'une porte, la Porte de Saignon, à l'est de la ville.